# Guy Huguet
Guy Huguet (Gannat, 3 agosto 1923 – 17 giugno 1991) è stato un calciatore francese, di ruolo difensore.

## Carriera

### Club
Veste le maglie di Stade Clermontois e Saint-Étienne ma l'unico successo arriva quando passa al Nizza: nel 1954 alza una Coppa di Francia.

### Nazionale
Esordisce il 23 maggio 1948 contro la Scozia (3-0). Gioca 12 match fino al 1952.

## Palmarès

### Club

#### Competizioni nazionali
- Coupe de France: 1

Nizza: 1953-1954